# Anja Hitzler
Anja Hitzler (* 16. Februar 1983 in Welzheim) ist eine deutsche Bogenschützin.

## Leben
Hitzler kam 1993 während einer Projektwoche an ihrer Schule mit dem Bogenschießen in Berührung. Unter Ex-Bundestrainer Franz Baum und Bundestrainer Viktor Bachmann fand sie Anschluss an die Spitze im deutschen Bogenschießen. 1999 erreichte sie bei der Junioren-Europameisterschaft den vierten Platz. Zwei Jahre später gewann sie mit dem Team bei der Junioren-Europameisterschaft im kroatischen Poreč die Goldmedaille.
Um ihren Sport professionell ausüben zu können, trat sie am 1. Oktober 2002 als Sportsoldatin in die Bundeswehr ein. Seit 2008 ist sie Mitglied der Sportfördergruppe Potsdam, trainiert im Bundes- und Landesstützpunkt für Bogenschießen in Welzheim und startet für die SGI Welzheim.
2004 nahm sie in Athen erstmals an Olympischen Sommerspielen teil und erreichte mit der deutschen Mannschaft im Teamwettbewerb den siebten Rang. Bei den Hallenweltmeisterschaften 2007 gewann sie als Mitglied des deutschen Teams in Izmir die Silbermedaille. Bei ihrer zweiten Olympiateilnahme bei den Spielen 2008 in Peking traf sie im Einzel in der Runde der letzten 32 auf die Turnierfavoritin Park Sung-hyun und musste sich dieser nach lange ausgeglichenem Kampf erst in der letzten Serie mit 107:112 letztlich noch deutlich geschlagen geben.

## Erfolge
| Junioren - Europameisterschaft 1999 in Lilleshall 4. Recurvebogen (Einzel) 2. Recurvebogen (Team) - Europameisterschaft 2001 in Poreč 1. Recurvebogen (Team) - Europameisterschaft 2002 in Lahti 4. Recurvebogen (Team) | Senioren - Olympische Spiele 2004 in Athen 21. Recurvebogen (Einzel) 7. Recurvebogen (Team) - Weltmeisterschaft 2007 in Izmir (Halle) 2. Recurvebogen (Team) - Europameisterschaft 2008 in Vitel 2. (Team) - Olympische Spiele 2008 in Peking 20. Recurvebogen (Einzel) |